# ألتروز
الألتروز (بالإنجليزية: Altrose)‏ هو سكر من السكريات السداسية الألديهيدية. D-ألتروز هو سكر أحادي غير طبيعي. وهو يذوب في الماء لكنه عمليا لا يذوب في الميثانول.